# Robbie Kruse
Robbie Thomas Kruse ou simplesmente Robbie Kruse (Brisbane, 5 de outubro de 1988) é um futebolista australiano que atua como atacante. Atualmente está sem clube.

## Carreira
Kruse integrou o elenco da Seleção Australiana de Futebol, campeão da Copa da Ásia de 2015.

## Títulos
Seleção Australiana
- Copa da Ásia: 2015